# Max Manus (film)
Max Manus er en norsk, biografisk krigsfilm fra 2008 baseret på den sande historie om modstandsmanden og sabotøren Max Manus (1914-96). Filmen blev instrueret af duoen Joachim Rønning og Espen Sandberg efter manuskript af den debuterende tekstforfatter Thomas Nordseth-Tiller.

## Skuespillere
| Skuespiller              | Rolle                             |
| ------------------------ | --------------------------------- |
| Aksel Hennie             | Max Manus                         |
| Agnes Kittelsen          | Ida Nikoline 'Tikken' Lindebrække |
| Nicolai Cleve Broch      | Gregers Gram                      |
| Knut Joner               | Gunnar Sønsteby                   |
| Petter Næss              | Martin Linge                      |
| Christian Rubeck         | Kolbein Lauring                   |
| Viktoria Winge           | Solveig Johnsrud                  |
| Kyrre Haugen Sydness     | Jens Christian Hauge              |
| Eirik Evjen              | Sigurd Jacobsen                   |
| Jakob Oftebro            | Lars-Emil Erichsen                |
| Pål Sverre Valheim Hagen | Roy Nilsen                        |
| Julia Bache-Wiig         | Sygesøster Liv                    |
| Mats Eldøen              | Edvard Tallaksen                  |
| Ken Duken                | Siegfried Fehmer                  |
| Stig Henrik Hoff         | Politikaptajn Eilertsen           |